# 269300 Diego
269300 Diego è un asteroide della fascia principale. Scoperto nel 2008, presenta un'orbita caratterizzata da un semiasse maggiore pari a 3,2100599 UA e da un'eccentricità di 0,0678276, inclinata di 4,26789° rispetto all'eclittica.